# Пор
Пор (Пурушоттама; др.-греч. Πῶρος, санскр. पुरुषोत्तम) — известный по античным источникам пенджабский раджа, владения которого простирались между реками Джелам и Ченаб.

## Биография
Когда в 327 году до н. э. во владения Пора вторгся Александр Македонский, Пор — в отличие от малодушного властителя соседней Таксилы — решил дать ему бой. Их столкновение вылилось в легендарную битву на Гидаспе (Джеламе). Армия Пора не достигала размеров персидского войска, но была достаточно сильна. Арриан насчитывает более 30 тысяч пехоты, 4 тысячи конных, 300 колесниц и 200 слонов. Курций повторяет эти цифры, но уменьшает число слонов до 85. По Диодору царь Пор имел 50 тысяч пехоты, 3 тысячи конных, тысячу колесниц и 130 слонов. С другой стороны, Плутарх сообщает только о 20 тысячах пехоты и 2 тысячах конных у Пора. Судя по описанию сражения и потерь, вероятно у Пора было до 30 тысяч пехоты, 3 тысячи конных, 300 колесниц и 130—200 слонов. Наиболее грозной силой в индийском войске являлись боевые слоны, танки античной эпохи. Кроме своих немалых сил Пор рассчитывал на скорое прибытие союзника, индийского царя Абисара, чья армия лишь немногим уступала войску Пора.
В кровопролитном и сложном бою Пор сражался до последнего. Существует несколько версий сдачи его в плен. Одни авторы уверяют, что его захватили без сознания. По рассказу Арриана, раненного в плечо Пора уговорили слезть со слона, послав на уговоры старинного друга:

«Александр первый обратился к нему, предложив сказать, чего он для себя хочет. Пор ответил: „Чтобы ты обращался со мной, Александр, по-царски“. Александру понравился этот ответ: „Я это сделаю, Пор, ради меня самого. А ты попроси ради себя того, что тебе мило“. Пор ответил, что в его просьбе заключено всё. Александру эти слова понравились ещё больше; он вручил Пору власть над его индами и прибавил к его прежним владениям ещё другие, которые были больше исконных».

Одержав победу, Александр в знак уважения к врагу позволил ему сохранить престол и даже уступил ему часть завоёванных земель. Пор оставался союзником греков до самой смерти, виновником которой Диодор Сицилийский считает македонского сатрапа Эвдама.
Античные авторы отмечают его царственный облик — рост за 2 метра и могучее телосложение, так что на слоне Пор смотрелся как всадник на коне.

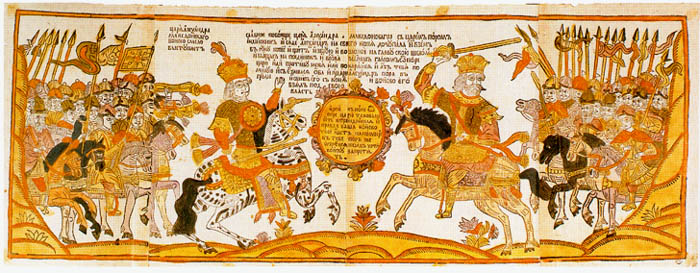
Славное побоище царя Александра Македонского с Пором, царём индийским. Русский лубок 1-й половины XVIII века.